# Moški svetovni rekord v teku na 400 m
Moški svetovni rekord v teku na 400 m. Prvi uradno priznani rekord je leta 1900 postavil Maxie Long s časom 47,8 s, aktualni rekord pa je 14. avgusta 2016 postavil Wayde van Niekerk s časom 43,03 s. Mednarodna atletska zveza uradno priznava 24 rekordov, vključeni so tudi časi v teku na 440 jardov (402,34 m).

## Rekordi 1900-1976
y - tek na 440 jardov, + - čas iz teka na večjo razdaljo.
| Čas (s) | Avtom. | Atlet                   | Prizorišče         | Datum              |
| ------- | ------ | ----------------------- | ------------------ | ------------------ |
| 47,8y   |        | Maxie Long (USA)        | New York           | 29. september 1900 |
| 48,2    |        | Charles Reidpath (USA)  | Stockholm          | 13. julij 1912     |
| 47,4y   |        | Ted Meredith (USA)      | Cambridge          | 27. maj 1916       |
| 47,0    |        | Emerson Spencer (USA)   | Palo Alto          | 12. maj 1928       |
| 46,4y   |        | Ben Eastman (USA)       | Palo Alto          | 26. marec 1932     |
| 46,2    | 46,28  | Bill Carr (USA)         | Los Angeles        | 5. avgust 1932     |
| 46,1    |        | Archie Williams (USA)   | Chicago            | 19. junij 1936     |
| 46,0    |        | Rudolf Harbig (Germany) | Frankfurt na Majni | 12. avgust 1939    |
| 46,0    |        | Grover Klemmer (USA)    | Philadelphia       | 6. junij 1941      |
| 46,0y   |        | Herb McKenley (JAM)     | Berkeley           | 5. julij 1948      |
| 45,9    | 46,00  | Herb McKenley (JAM)     | Milwaukee          | 2. julij 1948      |
| 45,8    |        | George Rhoden (JAM)     | Eskilstuna         | 22. avgust 1950    |
| 45,4    | 45,68  | Lou Jones (USA)         | Ciudad de México   | 18. marec 1955     |
| 45,2    |        | Lou Jones (USA)         | Los Angeles        | 30. junij 1956     |
| 44,9    | 45,07  | Otis Davis (USA)        | Rim                | 6. september 1960  |
| 44,9    | 45,08  | Carl Kaufmann (FRG)     | Rim                | 6. september 1960  |
| 44,9y   |        | Adolph Plummer (USA)    | Tempe              | 25. maj 1963       |
| 44,9    |        | Mike Larrabee (USA)     | Los Angeles        | 12. september 1964 |
| 44,5+   |        | Tommie Smith (USA)      | San Jose           | 20. maj 1967       |
| 44,1    | 44,19  | Larry James (USA)       | Echo Summit        | 14. september 1968 |
| 43,8    | 43,86  | Lee Evans (USA)         | Ciudad de México   | 18. oktober 1968   |

## Rekordi od 1977
Od leta 1975 je IAAF potrjevala posebej ločene čase z elektronskim merjenjem za razdalje do vključno 400 m. Od 1. januarja 1977 je za te discipline IAAF zahtevala popolnoma avtomatsko merjenje časa do stotinke sekunde natančno.
| Čas (s) | Atlet                   | Prizorišče       | Datum            |
| ------- | ----------------------- | ---------------- | ---------------- |
| 43,86   | Lee Evans (USA)         | Ciudad de México | 18. oktober 1968 |
| 43,29   | Butch Reynolds (USA)    | Zürich           | 17. avgust 1988  |
| 43,18   | Michael Johnson (USA)   | Sevilla          | 26. avgust 1999  |
| 43,03   | Wayde van Niekerk (JAR) | Rio de Janeiro   | 14. avgust 2016  |